# Duiktabel
Een duiktabel is een tabel waar een duiker nultijden en decompressiestops op kan aflezen naargelang zijn maximale diepte en duiktijd en dient om decompressieziekte te voorkomen. Dit biedt niet altijd zekerheid, maar vaak wel. 
Als men over 'duiktabel' spreekt, wordt veelal gerefereerd aan een combinatie van drie tabellen.
1) Ter bepaling van de duikersgroep.
Tijdens het ademen van perslucht onder druk, neemt het lichaam extra stikstofgas op vanwege de hogere (partiële) druk. Een mate van hoeveelheid opgenomen (extra!) stikstof kan worden aangegeven door een 'groep'. (Vaak een letter uit het alfabet, waarbij 'a' veelal de groep is waarbij het minste stikstof in het lichaam is opgenomen. Hoe meer stikstof is opgenomen des te verder de letters in het alfabet.)
2) Ter bepaling van de herhalingsgroep.
Gedurende de tijd dat er niet gedoken wordt (bijvoorbeeld tussen twee duiken in), ontdoet het lichaam zich van de extra (opgenomen) stikstof. Hoe langer men wacht, des te minder (extra opgenomen) stikstof nog in het lichaam aanwezig is en dus komt men in een minder 'zware' duikgroep terecht.
3) Ter bepaling van de reststikstoftijden.
Als men aan een volgende duik begint terwijl er zich nog extra stikstof in het lichaam (als gevolg van een vorige duik), zou men eigenlijk willen weten hoevéél stikstof er zich nog in het lichaam bevindt. In plaats daarvan kan men eenvoudigheidshalve ook 'tijden' aangeven. Stel dat een duiker een tweede duik gaat maken naar een zekere diepte, dan is op te zoeken wat de reststikstoftijd is voor die diepte. Deze tijd moet bij de werkelijke duiktijd worden opgeteld. De reststikstoftijd is dus de extra tijd die je bij je duiktijd moet optellen als ware je al een tijdje aan het duiken (en was je lichaam al stikstof aan het opnemen). Hiermee wordt dus de stikstof, die je nog in je lichaam had van de vorige duik, verrekend. 
De duiktabellen zijn geen 'absolute waarheid'; het zijn richtlijnen voor veilig duiken. De meeste tabellen zijn in de loop der tijd gemodificeerd (en zijn conservatiever geworden) op basis van onderzoek waarbij het dopplereffect gebruikt wordt. 
Er zijn veel verschillende tabellen in gebruik, allen zijn echter bedoeld om de duikveiligheid te vergroten. Voor duiken op hoogte zijn er aangepaste duiktabellen (om onder andere de gewijzigde luchtdruk - namelijk de luchtdruk op verschillende hoogten - te verrekenen).